# Faro de The Needles
El faro de The Needles (en inglés: The Needles Lighthouse) es un faro situado en The Needles, farallón rocoso en el extremo occidental de la isla de Wight, Inglaterra, Reino Unido, en uno de los extremos de la bahía de Alum. Está situado a nivel del mar en el extremo del farallón. El lugar tan expuesto a la acción del mar ha hecho que en 2010 haya sido necesaria una costosa obra para evitar su derrumbe.

## Historia
El farallón de The Needles siempre ha representado un peligro para la navegación por el estrecho de Solent, que separa la isla de Wight de la isla de Gran Bretaña, en ruta hacia Portsmouth y Southampton. El Trinity House, el organismo regulador de las ayudas a la navegación de Inglaterra y Gales, mandó erigir en 1785 tres faros, en la Punta de St. Catherine, la Punta de Hurst y en The Needles, para guiar la entrada del estrecho de Solent.

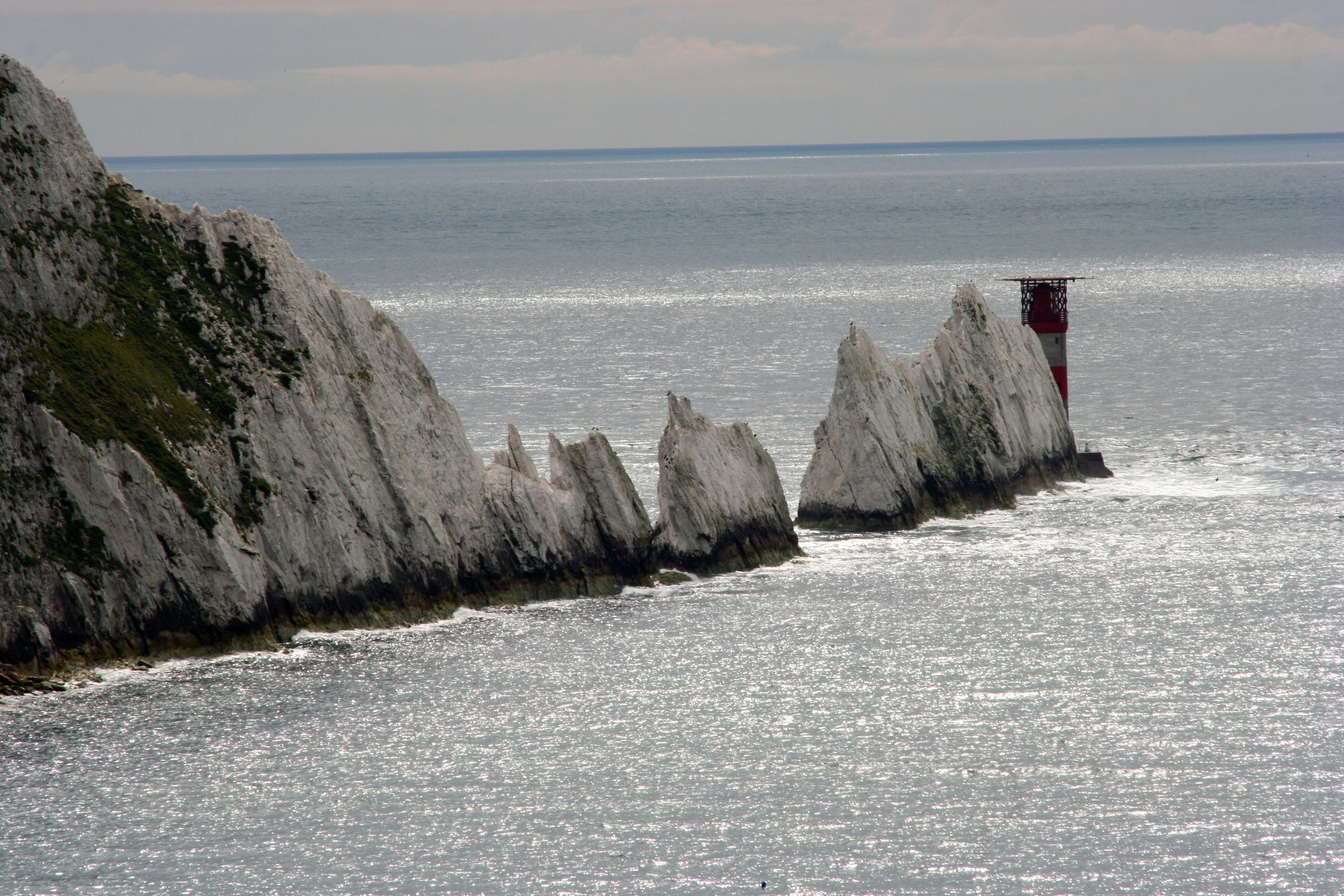
The Needles y el faro al final del farallón desde la Bahía de Alum.

El faro de The Needles entró en funcionamiento el 29 de septiembre de 1786. En un principio estaba situado en lo alto del acantilado sobre la bahía de Scratchell, a 144 metros sobre el nivel del mar, lo que hacía que quedara frecuentemente oscurecido por las nieblas, habituales en el lugar, limitando su utilidad.
En 1859 se planificó un nuevo faro a nivel del mar justo al final del farallón de The Needles. El diseño corrió a cargo del ingeniero James Walker. Consta de una torre circular de granito con paredes con grosor variable desde un metro en la base hasta 0,6 m en la cúspide. Está asentado sobre la creta que conforma el lugar. En 2010, el mal estado de la cimentación de creta del faro motivó una actuación en ella para evitar el derrumbe del mismo. Se cavó una trichera alrededor de la base del faro, se instaló un anillo de postes estabilizadores y finalmente se rellenó de hormigón.
En 1987 se construyó un helipuerto y fue automatizado en 1994. Está controlado desde Harwich, Essex, donde el Trinity House tiene su centro de control.

## Características
El faro emite una luz blanca, roja y verde, en función de la orientación, en grupos de dos ocultaciones en un ciclo de 20 segundos. La delimitación de sectores es la siguiente:
- Roja (intensificada): sector desde la costa a 300°. Marca los arrecifes de St. Anthony.
- Blanca: sector desde 300° a 83°. Marca la aproximación al canal de The Needles desde el oeste.
- Roja: sector desde 83° a 212°. Marca el bajo de Shingles Bank.
- Blanca: sector desde 212° a 217°. Marca la trayectoria a través del canal.
- Verde: sector desde 217° a 224°. Marca un paso seguro pasados los arrecifes de Hatherwood Rocks y Warden Ledge.

Tiene un alcance nominal nocturno de 17 millas náuticas para la luz blanca y la roja intensificada y 14 para las luces roja y verde.